# 福尔内利斯德拉塞尔瓦
福尔内利斯德拉塞尔瓦，是西班牙加泰罗尼亚赫罗纳省的一个市镇。总面积12平方公里，总人口1627人（2001年），人口密度136人/平方公里。